# Bettina Hammer
Bettina Hammer (* 3. Mai 1971 in Celle als Bettina Winsemann), Künstlername Twister, ist eine deutsche Autorin, die sich besonders in den Bereichen Datenschutz und Soziale Gerechtigkeit engagiert. Ihre Aktivitäten konzentrieren sich auf den Online-Bereich, insbesondere auf die Mitarbeit im Arbeitskreis Vorratsdatenspeicherung.

## Leben
Geboren in Celle, wuchs sie in Faßberg auf, wo sie die Grund- und Hauptschule besuchte. Nach Abschluss der Realschule im Jahr 1987 absolvierte sie bis 1990 eine Lehre zur Verwaltungsfachangestellten in der Verwaltung des Landkreises Celle. Danach zog sie nach Celle und arbeitete dort im erlernten Beruf im Jugendamt des Landkreises. 1993 beendete sie ihre Tätigkeit als Verwaltungsfachangestellte und zog nach Paderborn. 1995 lernte sie ihren ersten Ehemann kennen. In Mainz absolvierte sie eine zweite Ausbildung zur Fremdsprachenkorrespondentin in Englisch. Nach dem gemeinsamen Umzug nach Celle trennte sich Hammer von ihrem Ehemann und lebte zunächst in Celle, Bonn, Mülheim an der Ruhr. Danach folgten Aufenthalte in der Schweiz, Franken, Niedersachsen. Seit April 2010 lebt sie in Österreich.
Im Jahre 2007 legte Hammer eine erfolgreiche Verfassungsbeschwerde gegen die Legalisierung von Online-Durchsuchungen durch den Verfassungsschutz ein, welche im Grundrecht zur „Gewährleistung der Vertraulichkeit und Integrität informationstechnischer Systeme“ mündete. Im Januar 2009 reichte sie eine weitere Verfassungsbeschwerde gegen Neuregelungen im BKA-Gesetz ein.
Bekanntheit erlangte Hammer außerdem durch ihre Artikel im Online-Magazin Telepolis. Des Weiteren bloggte sie bei der taz und führte bis 2011 einen Blog beim Freitag. Als Bücher veröffentlichte sie im Selbstverlag Sabrina und Twister und Denkt' mal darüber nach!!!1.
Außerdem war sie durchgängig Pressesprecherin der Bürgerinitiative Stop1984 und auch für deren Webauftritt inhaltlich verantwortlich. Hammer war Mitglied der Piratenpartei Deutschland.
Am 12. März 2011 änderte sie ihren Nachnamen durch Heirat in Hammer.